# Cribbia thomensis
Espèce
Synonymes
- Angraecopsis summerhayesii R.Rice[1]

Cribbia thomensis est une espèce de plantes à fleurs de la famille des Orchidaceae et du genre Cribbia. Comme son épithète spécifique l'indique (thomensis), c'est une orchidée endémique de l'île de Sao Tomé.